# Ordrup gymnasium
Ordrup gymnasium är ett gymnasium (stx) i Gentofte kommun, Danmark. Skolan grundades 1873 av H.C. Frederiksen. Den var en tidig pedagogisk föregångare med t.ex. könsblandad undervisning. Ernst Kaper var rektor 1908-1917 och fortsatte utvecklingen med att t.ex. ersätta förhör av enskilda elever med handuppräckning.
Skolan har under årens lopp haft flera olika namn och funnits på flera olika platser. Den blev statlig 1919 och har sedan dess haft en liknande utveckling som andra danska gymnasieskolor där de senare tog över av ett amt och numera är självägandes med Børne- og Undervisningsministeriet som tillsynsmyndighet. Under 1980-talet var skolan hotad av nedläggning.
Skolan hade 2025 drygt 800 elever. Av dess läste 55 % med samhällsvetenskaplig inriktning, 18 % med naturvetenskaplig inriktning, 16 % med språklig inriktning och 10 % med konstnärlig inriktning.